# 포항영신고등학교
포항영신고등학교(浦項榮信高等學校)는 대한민국 경상북도 포항시 북구 우현동에 위치한 사립 고등학교이다.

## 학교 연혁
- 1989년 5월 9일 : 학교법인 벽산학원 설립인가
- 1989년 9월 1일 : 본관 및 별관동 신축 기공
- 1991년 9월 28일 : 포항영신고등학교 18학급 설립 인가
- 1992년 2월 22일 : 본관 및 별관동 신축 준공
- 1992년 3월 1일 : 초대 최근국 교장 취임
- 1992년 3월 5일 : 개교 및 제1회 입학식(6학급 296명)
- 1993년 7월 30일 : 기숙사 준공(1,904m2)
- 1994년 10월 15일 : 교지 '영신' 창간호 발간
- 1995년 2월 7일 : 제1회 졸업식(275명)
- 1996년 11월 20일 : 교지 '나루'(개명) 3호 발간
- 1998년 4월 2일 : 태권도부 창단
- 2001년 7월 31일 : 학칙변경 인가(24학급)
- 2002년 5월 28일 : 본관 교실(8실) 증축 준공식
- 2006년 2월 16일 : 체육관(벽산관) 준공
- 2009년 12월 30일 : 경상북도 교육청 자율학교 지정
- 2012년 2월 15일 : 교육과학기술부 자율형 창의경영학교 선정
- 2013년 4월 29일 : 제4대 추선희 이사장 취임
- 2022년 9월 1일 : 제10대 임용규 교장 취임
- 2023년 1월 20일 : 제29회 졸업식(147명, 졸업생 누계 7,414명)
- 2023년 3월 2일 : 2023학년도 입학식(7학급 168명)

## 참고 자료
- 포항영신고등학교 - 한국교육학술정보원 학교알리미